# Montaigne-Preis
Der Montaigne-Preis der Alfred Toepfer Stiftung F.V.S. wurde jährlich seit 1968 von der Eberhard-Karls-Universität Tübingen  an Kulturleistungen (Kunst, Städtebau, Landschaftsgestaltung, Geisteswissenschaften, Volkskunde) von Personen aus dem romanischen Kulturkreis verliehen. Er war zuletzt mit 20.000 Euro dotiert (und zusätzlich rund 11.000 Euro für ein Stipendium). 2006 wurde er eingestellt. Er war nach Michel de Montaigne benannt.

## Preisträger
- 1968 Raymond Aron
- 1969 Piero Bargellini, Bürgermeister von Florenz, Senator
- 1970 Georges Poulet
- 1971 Salvador Espriu
- 1972 Philippe Jaccottet
- 1973 René Maheu, Generaldirektor der UNESCO
- 1974 Vittorino Nemesio
- 1975 Italo Siciliano
- 1976 Pedro Laín Entralgo
- 1977 Léon-Ernest Halkin, belgischer Historiker
- 1978 Yves Bonnefoy
- 1979 Jeanne Hersch
- 1980 Virgilio Mortari, Musiker
- 1981 Miguel Torga
- 1982 Don José María Soler García, spanischer Archäologe[1]
- 1983 Gerard Mortier
- 1984 Rena Remond
- 1985 Vittore Branca
- 1986 Alain Dufour
- 1987 Mariano Feio, Agrarwissenschaftler, Geograph, Lissabon
- 1988 Martin de Riquer
- 1989 Charles Bertin
- 1990 Jacques Juilliard, Historiker
- 1991 Vincenzo Cappelletti
- 1992 Bertil Galland
- 1993 Julio Pomar
- 1994 Cristóbal Halffter, spanischer Dirigent und Komponist
- 1995 Liliane Wouters
- 1996 Hugues Gall, Direktor der Pariser Opernhäuser
- 1997 Tiziano Rossi, Dichter, Mailand
- 1998 Jean-Jacques Rapin, Musikpädagoge, Leiter des Konservatoriums in Lausanne
- 1999 Nuro T. Cordeiro Ferreira, Lissabon, Arzt, Humanist
- 2000 Juan Pablo Fusi, Zeithistoriker, Madrid
- 2001 Bernard Foccroulle, Direktor der Oper in Brüssel
- 2002 Mona Ozouf, Historikerin[2]
- 2003 Ermanno Olmi[3]
- 2004 Antonio Barreto, Soziologe, Portugal
- 2005 Franco Cavalli, Onkologe, Ascona[4]
- 2006 Pedro J. Ramirez, Herausgeber der Tageszeitung El Mundo, Madrid